# Коробка, Николай Иванович
Никола́й Ива́нович Коро́бка (1872—1920) — русский литературный критик; один из авторов «Энциклопедического словаря Брокгауза и Ефрона».

## Биография
Николай Коробка родился в 1872 году. Учился в Киевском и Петербургском университетах на филологическом факультете. Был инспектором народных училищ в Волынской губернии, позже был преподавателем русской словесности в Санкт-Петербургском учительском институте и других учебных заведениях.
Поместил ряд вдумчивых статей о новых русских писателях в «Русском Богатстве», «Русской мысли», «Образовании», «Вестнике самообразования» и др. Часть этих статей вошла в отдельно изданные книги: «Очерки литературных настроений» (СПб., 1903) и «Личность в русском обществе и литературе начала XIX века» (СПб., 1904). Помещал также статьи о народной словесности в «Известиях II Отделения Академии Наук», «Журнале Министерства народного просвещения», «Живой старине» и др.